# Norma zakładowa
Norma zakładowa (ang. factory standard, niem. werksnorm, oznaczana w Polsce zwykle symbolem ZN) – norma techniczna opracowywana, ustanawiana i stosowana w zakładzie pracy lub przedsiębiorstwie. Jest najstarszym rodzajem dokumentu normalizacyjnego, stosowanym w różnych krajach od I połowy XIX wieku.
Określa wymagania wewnątrzzakładowe jakie musi spełnić produkt lub proces, by można było go uznać za funkcjonalny. Normy zakładowe ustanawia kierownictwo zakładu na wniosek normalizatora lub normalizatorów zakładowych. Normy te nie są objęte postanowieniami ustaw (jak Polska Norma), ale stanowią jedynie dokumentację fabryczną.
W Polsce do 1993 opracowywanie i ustanawianie norm zakładowych było regulowane przepisami ustawy o normalizacji. Od roku 1994 normalizacja zakładowa podlega przepisom wewnątrzzakładowym.